# 16e régiment d'infanterie (Reichswehr)
Pour les articles homonymes, voir 16e régiment.
Le 16e régiment d'infanterie est un régiment de la Reichswehr.

## Histoire
Le régiment a été formé le 1er janvier 1921 à partir des 13e, 14e, 19e, 31e et 110e régiments d'infanterie de la Reichswehr de l'armée de transition. Comme il s'agit d'une unité mixte, seuls les bataillons respectifs reçoivent le 29 mai 1922, en plus de leur nom, la désignation "Hanséatique", "Oldenbourgeois" ou "Prussien".
Au cours de l'expansion de la Reichswehr, le régiment est divisé en 1934 dans la première vague de formation et forme le régiment d'infanterie "Oldenburg" et le régiment d'infanterie "Osnabrück".
L'uniforme du régiment est porté par le général d'infanterie Leopold von Ledebur (de) et le général d'infanterie Hans Seutter von Lötzen.

### Garnisons
- Oldenbourg : état-major régimentaire, 3e bataillon (oldenbourgeois) avec état-major et 13e compagnie (MW)
- Brême : 1er bataillon (hanséatique) avec état-major
- Hanovre : 2e bataillon (prussien) avec état-major
- Osnabrück : bataillon d'entraînement (prussien)

### Commandants
| Nr. | Nom                                          | Début            | Fin               |
| --- | -------------------------------------------- | ---------------- | ----------------- |
| 1.  | Oberst Leopold von Ledebur (de)              | 1er janvier 1921 | 2 août 1921       |
| 2.  | Oberst Johannes Severin (de)                 | 3 août 1921      | 31 mars 1925      |
| 3.  | Oberst Hans Seutter von Lötzen               | 1er avril 1925   | 30 septembre 1926 |
| 4.  | Oberst/Generalmajor Erich Gudowius           | 1er octobre 1926 | 31 mars 1928      |
| 5.  | Oberst/Generalmajor Hartwig von Platen (de)  | 1er avril 1928   | 30 septembre 1929 |
| 6.  | Oberst/Generalmajor Karl von Roques          | 1er octobre 1929 | 30 septembre 1931 |
| 7.  | Oberstleutnant/Oberst Gerhard Glokke         | 1er octobre 1931 | 30 septembre 1933 |
| 8.  | Oberst/Generalmajor Athos von Schauroth (de) | 1er octobre 1933 | 30 septembre 1936 |

## Organisation

### Affiliation
Le régiment est subordonné au 6e commandant d'infanterie de la 6e division à Hanovre.

### Structure
En plus de l'état-major du régiment, le régiment se compose d'un escadron des transmissions
1er bataillon avec quartier général et escadron des transmissions, issu des 31e et 110e régiments d'infanterie de la Reichswehr,
2e bataillon avec quartier général et escadron des transmissions, issu du 19e régiment d'infanterie de la Reichswehr,
3e bataillon avec quartier général et escadron des transmissions, issu du 110e régiment d'infanterie de la Reichswehr,
Bataillon supplémentaire, à partir du 23 mars 1921 Bataillon d'entraînement, issu des 13e et 14e régiments d'infanterie de la Reichswehr.
Chaque bataillon de campagne est divisé en trois compagnies, chacune avec trois officiers et 161 sous-officiers et hommes (3/161) et une compagnie de mitrailleuses (4/126). Au total, un bataillon est composé de 18 officiers et fonctionnaires (dont des médecins) et de 658 hommes.

## Armement et équipement

### Armement principal
Les tirailleurs sont armés de la carabine K98a. Chaque peloton possède une mitrailleuse légère 08/15.
Dans chacune des compagnies MG, le 1er peloton est composé de trois groupes avec trois mitrailleuses lourdes MG 08 sur affût, tiré par quatre chevaux, et les 2e au 4e pelotons sont composés de trois groupes avec trois mitrailleuses lourdes MG 08 sur affût, tiré par deux chevaux.
Les armes les plus lourdes du régiment sont les mortiers de la 13e compagnie. Le 1er peloton est équipé de deux lanceurs moyens de 17 cm, tirés par quatre chevaux, les 2e et 3e pelotons avec trois lanceurs légers de 7,6 cm, entraînés par paires.

## Divers

### Reprise de la tradition
Le régiment reprend la tradition des anciens régiments en 1921.
- 1re compagnie : 75e régiment d'infanterie (de)
- 2e compagnie : 36e régiment de fusiliers
- 3e compagnie : 28e régiment d'infanterie
- 4e compagnie : 68e régiment d'infanterie (de)
- 5e compagnie : 73e régiment de fusiliers
- 6e compagnie : 74e régiment d'infanterie (de)
- 7e compagnie : 79e régiment d'infanterie (de)
- 8e compagnie : 60e régiment d'infanterie (de)
- 9e compagnie : 138e régiment d'infanterie
- 10e compagnie : 91e régiment d'infanterie (de)
- 11e compagnie : 159e régiment d'infanterie (de)
- 12e compagnie : 160e régiment d'infanterie
- 13e compagnie : 25e régiment d'infanterie (de)
- 14e compagnie : 78e régiment d'infanterie
- 15e compagnie : 29e régiment d'infanterie
- 16e compagnie : 65e régiment d'infanterie